# Simbologia LGBT

Il simbolo di Wikipedia ricoperto dalle varie bandiere LGBT

Nel corso della sua storia, la comunità LGBT ha adottato determinati simboli LGBT per autoidentificarsi, per dimostrare unità, orgoglio, valori condivisi e lealtà reciproca.
Questi simboli comunicano idee, concetti ed identità, sia all'interno della comunità che nelle altre culture tradizionali. I due simboli più conosciuti, a livello internazionale, sono il triangolo rosa e la bandiera arcobaleno. Il triangolo rosa, utilizzato nei campi di concentramento nazisti come identificativo per gli uomini omosessuali, è stato poi rivendicato come simbolo di orgoglio personale e in memoria delle vittime. La bandiera arcobaleno fu creata successivamente come simbolo sostitutivo, per rappresentare speranza e libertà, separandola dalle connotazioni negative del triangolo rosa.

## I triangoli

### Le origini
Il triangolo rosa rovesciato è uno dei più antichi simboli utilizzati per indicare l'omosessualità. Questo veniva impiegato nei campi di concentramento nazisti per identificare gli uomini omosessuali, i quali erano costretti ad indossarlo sui loro vestiti. Si stima che 100 000 uomini omosessuali siano stati arrestati, di cui 50 000 sentenziati e incarcerati. Durante il regime nazista, la polizia aveva il potere di imprigionare, indefinitivamente e senza processo, chiunque fosse considerato un nemico del Reich e della sua ideologia. Di questi, tra i 5 000 e i 15 000 uomini furono internati nei campi di concentramento. Alcuni detenuti subirono esperimenti medici (causando malattie, amputazioni e anche morti) nel tentativo fallito di trovare una “cura” per l'omosessualità.
Le donne, in quanto non incluse nel Paragrafo 175 che criminalizzava gli atti omosessuali, non venivano perseguite esclusivamente per il loro orientamento sessuale. In ogni caso, a partire dal 1933, i luoghi di ritrovo e le comunità sia gay che lesbiche furono attaccati e chiusi dal regime nazista, per poi evolversi nella persecuzione sistematica degli uomini omosessuali. Secondo l'United States Holocaust Memorial Museum, l'ideologia nazista prevedeva che qualunque donna, anche lesbica, dovesse avere come ruolo chiave la maternità, e quindi procreare ariani. Ciò veniva incoraggiato tramite leggi e programmi, come Lebensborn, in cui le donne partecipanti avevano come scopo il dare alla luce quanti più bambini possibili, anche fuori dal matrimonio e in relazioni poligamiche. Le donne lesbiche che non mostravano comportamenti in linea con l'ideologia nazista venivano perseguite come “asociali”, e contraddistinte nei campi di concentramento da un triangolo nero rovesciato.

Triangolo rosa rovesciato, utilizzato nei campi di concentramento nazisti per identificare gli uomini omosessuali.
Triangolo nero rovesciato, marchiava gli individui considerati “asociali” nei campi di concentramento nazisti. Questa categoria includeva donne omosessuali, anticonformisti, prostitute, nomadi come rom e sinti, disturbi mentali, alcolizzati e tossicodipendenti, senzatetto, obiettori di coscienza, e altri ancora.
Il triangolo giallo, usato per marchiare gli ebrei, poteva essere combinato con altri simboli per indicare ulteriori categorie, tra cui il triangolo rosa per gli omosessuali.

### I biangoli e la luna bisessuale

Biangoli

Luna bisessuale

Il simbolo dei triangoli rosa e blu sovrapposti rappresenta la bisessualità e l'orgoglio di bisessuale. L'esatta origine di questo simbolo, denominato scherzosamente "biangolo", rimane ambigua. Si pensa che il triangolo rosa possa rappresentare l'omosessualità, per gli ovvi motivi sopracitati, mentre quello blu per l'eterosessualità; i due insieme formano il colore lavanda, che rappresenterebbe quindi una miscela di entrambi gli orientamenti sessuali. È possibile anche che il rosa rappresenti l'attrazione per le femmine, il blu quella per i maschi ed infine il color purpureo l'attrazione per entrambi.
Il simbolo della luna bisessuale è stato creato per evitare l'utilizzo del triangolo rosa di stampo nazista.

## Le bandiere

### La bandiera arcobaleno
Gilbert Baker progettò la bandiera arcobaleno per la Festa della Libertà Gay di San Francisco del 1978, come simbolo di speranza e libertà, in alternativa al triangolo rosa e alle sue connotazioni storiche negative. La bandiera non rappresenta un vero e proprio arcobaleno, in quanto i colori sono mostrati come strisce orizzontali, partendo dal rosso in cima, attraverso lo spettro, fino al viola in fondo. Nella versione originale la bandiera conteneva otto colori, poi ridotta a sette per la scarsa disponibilità di tessuto rosa. Nel 1979, la bandiera fu modificata ulteriormente e ridotta a sei colori, in quanto la striscia centrale, quando in numero dispari, rimaneva oscurata se appesa verticalmente ad un lampione.

Una copia della bandiera originale ad otto colori fu ricreata da Baker nel 2000, e appesa nel quartiere Castro di San Francisco. Esistono numerose variazioni della bandiera arcobaleno, incluse delle combinazioni con altri simboli LGBT, come il triangolo rosa, il lambda o la bandiera transgenere.

Versione originale ideata con otto strisce di colore (1978)
Versione senza il colore rosa a sette strisce per indisponibilità di tessuto (1978–1979)
Versione a sei strisce di colore (1979)

### La bandiera aromantica

Bandiera Aromantica

La bandiera aromantica è stata creata nel 2014 dall'utente Cameron su Tumblr, in Australia, poi divenuta popolare all'interno della comunità. Questa è composta da cinque strisce orizzontali, in sequenza dall'alto: verde, verde chiaro, bianco, grigio, nero. Questa versione è stata preceduta da altre versioni che non hanno riscosso lo stesso successo, inclusa una versione a quattro strisce orizzontali verde, giallo, arancione e nero, di origine incerta, e un'altra bandiera creata dallo stesso Cameron con il giallo al posto del bianco.

### La bandiera asessuale

Bandiera Asessuale

La bandiera asessuale è stata creata nel 2010, a seguito di una iniziativa online dell'Asexual Visibility and Education Network, in cui sono state raccolte proposte e poi messe ai voti degli utenti. La bandiera consiste in quattro strisce orizzontali, dall'alto verso il basso: nero, rappresentante l'asessualità, grigio, che indica la sessualità grigia, bianco, rappresenta l'allosessualità, e infine il viola, che simboleggia la comunità.

### La bandiera bisessuale

Bandiera Bisessuale

Inaugurata il 5 dicembre 1998, la bandiera dell'orgoglio bisessuale è stata progettata da Michael Page per rappresentare e migliorare la visibilità della comunità bisessuale all'interno della comunità LGBT. Page, ispirandosi al simbolo dei biangoli, dispose due larghe strisce orizzontali, magenta sopra e blu reale sotto, separate da una striscia più sottile al centro di color lavanda. Il magenta rappresenta l'attrazione per lo stesso sesso, il blu l'attrazione per il sesso opposto, mentre la lavanda al centro simboleggia l'attrazione per entrambi i sessi. I colori sono stati selezionati tramite il sistema Pantone.

### La bandiera genderfluid

Bandiera dell'orgoglio genderfluid

La bandiera dell'orgoglio genderfluid fu concepita da J.J. Poole nel 2012 per rappresentare la flessibilità e le fluttuazioni del genere nelle persone genderfuid. La striscia rosa rappresenta la femminilità; il bianco rappresenta l'assenza di genere; il viola rappresenta l'androginia; il nero rappresenta tutti gli altri generi e il blu rappresenta la mascolinità.

### La bandiera intersessuale

Bandiera Intersessuale

La bandiera intersessuale è stata ideata da Morgan Carpenter di Intersex Human Rights Australia nel 2013. L'obiettivo del design fu quello di evitare stereotipi di genere come i colori blu e rosa, o di sembrare un derivato da altri simbolismi, utilizzando invece il giallo in sfondo a un cerchio viola al centro, privo di decorazioni, rappresentante completezza e integrità, e le potenzialità delle persone intersessuali. L'organizzazione Intersex Human Rights Australia descrive la bandiera di libero uso per “qualsiasi persona intersessuale od organizzazione che desidera usarla, in un contesto in cui vengano supportati i diritti umani”.

### Le bandiere lesbiche
Nonostante la presenza di numerose versioni, non esiste una bandiera lesbica universalmente accettata. Tuttavia, alcune sono frequentemente utilizzate dalla comunità e dai loro sostenitori.
La bandiera lesbica del Labrys fu creata nel 1999 dall'artista Sean Campbell, e pubblicata nel giugno del 2000 nella rivista Gay and Lesbian Times. Il design include la silhouhette bianca di una labrys sopra un triangolo nero rovesciato (storicamente simbolo utilizzato dai nazisti per marchiare le lesbiche) su fondo viola. La labrys, un'ascia da battaglia a doppia lama, è un simbolo legato alle amazzoni nella mitologia greca e divenne largamente usato nel movimento lesbico a partire dagli anni '70. Il viola invece divenne associato con il lesbismo tramite Saffo, una poetessa greca antica, originaria dell'isola di Lesbo.
La bandiera “Lipstick Lesbian” fu presentata la prima volta nel 2010 dal blog This Lesbian Life. Questa rappresenta le donne omosessuali che “hanno espressioni del genere femminile più pronunciate”. La bandiera lesbica a sette bande orizzontali ha poi preso e riutilizzato gli stessi colori della “Lipstick Lesbian”; non è chiaro chi sia stato il fautore di questa modifica, tuttavia questa nuova versione ha attratto maggiore attenzione e uso come bandiera lesbica.

Nel 2018, una bandiera ispirata alla versione modificata di “Lipstick Lesbian”, chiamata "Sunset Lesbian", emerse su Tumblr, utilizzando l'arancione scuro come simbolo di nonconformismo all'espressione di genere, arancione per indipendenza, arancione chiaro per la comunità, bianco per “il particolare rapporto con l'essere donna”, rosa per pace e serenità, rosa antico per “sesso e amore” ed infine rosa scuro per femminilità. Da questa derivò a sua volta una versione più popolare a cinque strisce nello stesso anno. Queste ultime due bandiere vengono preferite alle due varianti della bandiera "Lipstick Lesbian" perché più inclusiva per le persone che si identificano come lesbiche ma che presentano caratteristiche meno "femminili" o che si identificano anche come non binarie. 

Bandiera lesbica Labrys (1999)
Bandiera Lipstick Lesbian (2010)
Bandiera lesbica derivata da Lipstick Lesbian
Bandiera "Sunset Lesbian" (2018)
Bandiera "Sunset Lesbian" a 5 strisce (2018)

### La bandiera non binaria

Bandiera Non Binaria

La bandiera non-binaria è stata creata dall'attivista Kye Rowan nel 2014. Essa contiene quattro strisce orizzontali, ciascuna rappresentante un'identità nello spettro: giallo per le persone che si percepiscono al di fuori del binarismo di genere, bianco per persone non binarie con multipli generi, viola per chi si identifica con un insieme di generi maschili e femminili, e nero per persone agenere. Lo spettro non binario contiene e rappresenta anche gli androgini e genderqueer, e rientrano nel concetto di transgenere.

### La bandiera pansessuale

Bandiera Pansessuale

La bandiera pansessuale fu pubblicata per la prima volta nel 2010, in un blog di Tumblr. È composta da tre strisce orizzontali di colore rosa acceso, che rappresenta l'attrazione verso persone che si identificano in un genere femminile, giallo, simboleggiante l'attrazione verso persone che si identificano come non binarie, e celeste, per rappresentare l'attrazione verso persone che si identificano in un genere maschile.

### La bandiera transgender

Bandiera Transgender

La bandiera transgender è stata progettata da Monica Helms nel 1999, per poi comparire alla parata pride di Phoenix, Arizona nel 2000. È stata anche esposta nel quartiere Castro di San Francisco il 19 novembre 2012, in commemorazione del Transgender Day of Remembrance. La bandiera è composta da cinque strisce orizzontali: le strisce celesti in cima e in fondo simboleggiano il genere maschile, le strisce centrali rosa rappresentano il genere femminile, infine la striscia bianca nel mezzo è simbolo delle persone che stanno transitando, che sono intersessuali, o non binarie, che non si sentono parte del genere maschile o femminile. La sequenza di colori è appositamente simmetrica, in modo che, secondo Helms “non importa in quale orientamento la si sventoli, sarà sempre corretta, simboleggiando la correttezza che troviamo nelle nostre vite”.

### La bandiera ursina

Bandiera Bear

La bandiera ursina fu ideata nel 1995 da Craig Byrnes, per rappresentare i membri della comunità ursina, sottocultura della comunità omosessuale maschile, in cui i loro membri, definiti come “bear” od orsi, celebrano le caratteristiche sessuali secondarie maschili, come un corpo massiccio e villoso, la crescita della barba, e altre caratteristiche considerate “da orso”. Quasi tutti i membri della comunità ursina sono uomini gay o bisessuali, tuttavia sta crescendo l'inclusione di uomini transgender attratti verso altri uomini.
Il design della bandiera è ispirato al successo della bandiera arcobaleno di Baker, e atta ad essere percepita come familiare per chiunque conosca la bandiera della subcultura leather, ed è protetta da copyright. I colori rappresentano sia le gradazioni del pelo che le nazionalità degli orsi nel mondo.

## La Labrys, tra mitologia e ideologia

Il simbolo Labrys.

La Labrys, o ascia da battaglia a doppia lama, si ritrova nelle culture preistoriche europee, africane ed asiatiche; era un simbolo usato nell'antica civiltà minoica (associata con la potenza matriarcale, la partenogenesi) e, nelle leggende dell'antica Grecia, utilizzato dalle amazzoni scite. La parola "labrys" è di origine minoica e ha la stessa radice della parola "labirinto" (anch'esso associato al culto della dea madre e usato nei rituali di iniziazione). La religione della civiltà minoica era incentrata sul potere di una dea a torso nudo. In quel tempo si credeva che fosse la protettrice delle donne, e questa dea veniva raffigurata con dei serpenti che si estendono dalle sue mani (simbolo di fertilità e agricoltura) e circondata da devoti con asce a doppia lama (che venivano usate per coltivare la terra). Nelle tribù di amazzoni, oltre che un simbolo lunare, con il suo doppio crescente, era anche simbolo delle due regine. Essa è anche associata con la dea greca Demetra (Cerere, nella mitologia romana) e, occasionalmente, la dea greca Artemide (Diana nella mitologia romana).
Nella storia questo simbolo, oltre che dai fascisti francesi, è stato espropriato dai fascisti mussoliniani e anche dai neofascisti di "Ordine Nuovo" (nello stesso modo in cui i nazisti hanno rubato la svastica, un antico simbolo indiano). Nella cultura lesbica e femminista la labrys è ritornata ad essere un simbolo femminile di forza e di indipendenza ed è attualmente utilizzato per rappresentare il movimento lesbico e femminista. "Labrys" è il titolo di una nuova rivista internazionale a fruizione telematica.

## Il Lambda e i movimenti di liberazione

Il simbolo greco Lambda.

Un simbolo che continua a rimanere popolare nella cultura americana è la lettera greca minuscola lambda. Il simbolo è stato originariamente scelto dalla Gay Activists Alliance di New York nel 1970. La GAA è stato un gruppo che si staccò dal più grande Gay Liberation Front (l'equivalente del nostro Movimento di liberazione omosessuale) alla fine del 1969, sei mesi dopo la sua fondazione, in risposta alla rivolta dello Stonewall. Mentre, il GLF, voleva lavorare fianco a fianco con i movimenti di liberazione dei neri e delle donne, per ottenere unità e accettazione, la GAA volle concentrare i propri sforzi solo sui problemi della comunità gay e lesbica.
A causa della sua adozione ufficiale da parte della GAA, che ha sponsorizzato eventi pubblici per la comunità gay, il lambda divenne ben presto un modo veloce, per i membri della comunità gay, per identificarsi reciprocamente. Il ragionamento fu che il lambda potesse essere facilmente scambiato per un simbolo di fratellanza nei college e quindi ignorata dalla maggioranza della popolazione. Quando il quartier generale della GAA venne incendiato ad opera di un piromane, andarono perduti non solo l'edificio, ma anche tutti i rapporti dell'organizzazione e il movimento stesso; tuttavia, il simbolo continuò a vivere.
Anche se un tempo acquisiva una connotazione esclusivamente maschile, oggigiorno è usato sia da gay che da lesbiche. Già nel dicembre 1974, il lambda fu dichiarato ufficialmente il simbolo internazionale per i diritti di gay e lesbiche al Gay Rights International Congress ad Edimburgo, in Scozia.
In Italia fu un simbolo del movimento di liberazione omosessuale negli anni Settanta, in quanto lettera iniziale del verbo Lùein (sciogliere, liberare). Da questo uso, oggi abbandonato, deriva il nome di "Lambda", una rivista del fronte italiano succitato, fondata nel 1977 e chiusa nel 1981 per dare vita a "Babilonia".
Che cosa significhi il simbolo, o che cosa significasse quando è stato introdotto, è stato argomento di congetture e di un certo numero di voci. Alcune delle idee più diffuse sono:
- La lettera greca "L" sta semplicemente per "liberazione";
- Gli Spartani credevano che il lambda rappresentasse l'unità;
- I Romani lo adottarono col significato di "la luce della conoscenza splende nelle tenebre dell'ignoranza";
- La carica di energia del movimento gay. Questo deriva dall'utilizzo del lambda in chimica e in fisica per indicare l'energia nelle equazioni;
- La sinergia che si ha quando gay e lesbiche lavorano insieme verso un obiettivo comune (una teoria della Gestalt che deriva anche dalla teoria dell'energia fisica);
- Alcuni ritengono che il lambda fosse riportato sugli scudi degli Spartani o dei guerrieri di Tebe. La versione sui Tebani è più popolare perché, come narra la leggenda, la città-stato isitituì il Battaglione sacro formato da un gruppo di 300 amanti, che li rendeva particolarmente feroci e dedicati guerrieri. Questo esercito fu completamente oscurato dal re Filippo II, ma fu poi onorato da suo figlio Alessandro Magno.

## I simboli di genere
|  |  |

Simbolo transgender

Dal 1990 sono cominciate ad apparire le prime modifiche dei simboli (basati sulla simbologia astrologica, Marte (♂) per i maschi e Venere (♀) per le femmine) per esprimere le varie "identità di genere".
Furono usate coppie di simboli di genere maschile e femminile e vennero così trasformati in simboli identificativi per gay e lesbiche. Due simboli maschili agganciati (⚣) forma un simbolo gay, mentre due simboli femminile intrecciati (⚢) formano un simbolo lesbico. Variazioni su questo tema vengono utilizzate per rappresentare gli asessuali (⚪), i bisessuali, i transessuali, e gli eterosessuali (⚤).
La versione più popolare dei simboli per identificare travestiti, transessuali e transgender, che consiste nell'incrocio di più simboli di genere, è un disegno di Holly Boswell; essa raffigura un cerchio con una freccia sporgente dalla parte superiore a destra, come per il simbolo maschile, una croce che sporge dal basso, come per il simbolo femminile, e una freccia barrata (combinazione tra croce e freccia) in alto a sinistra.

## Altri simboli

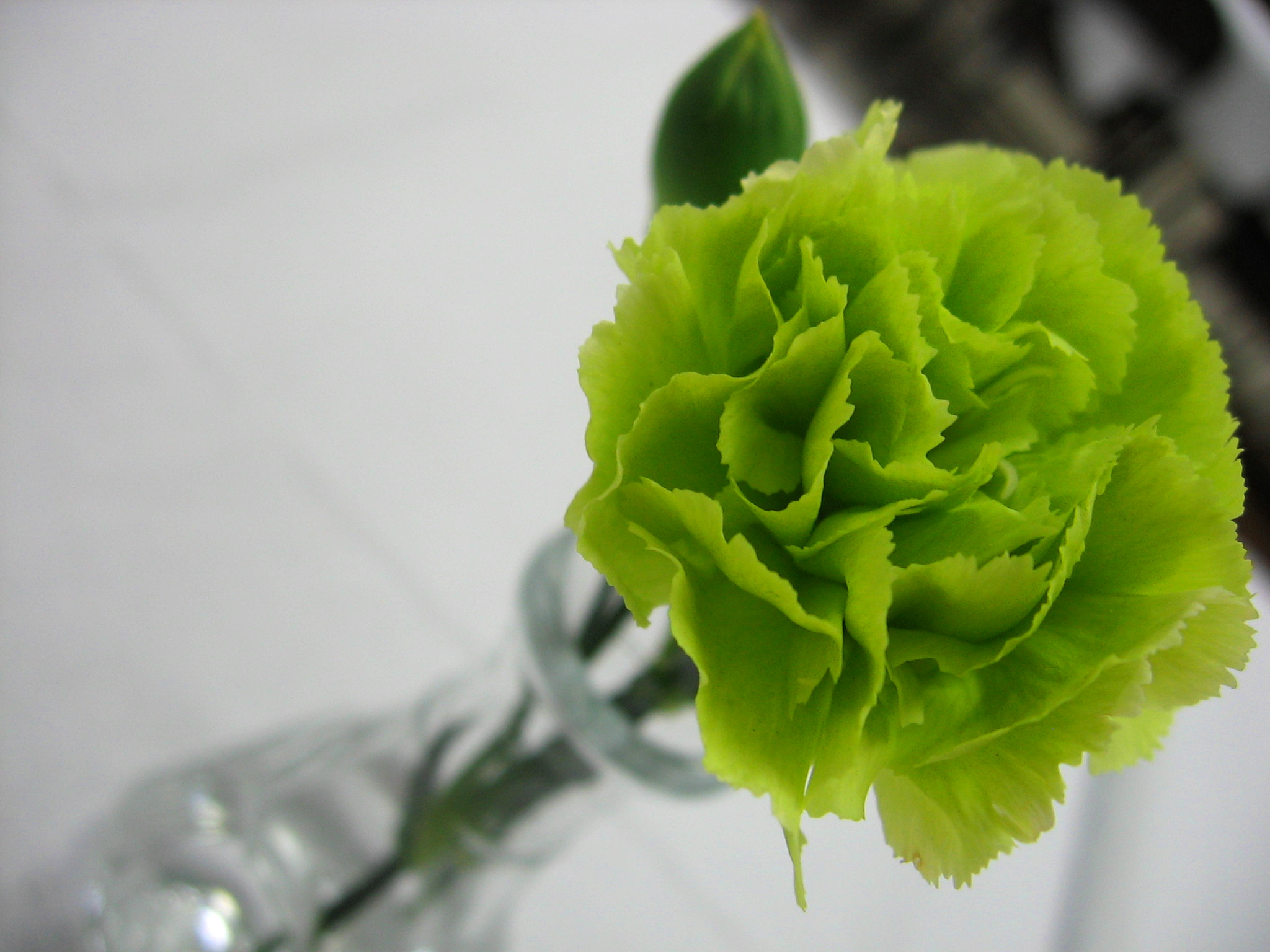
Garofano verde

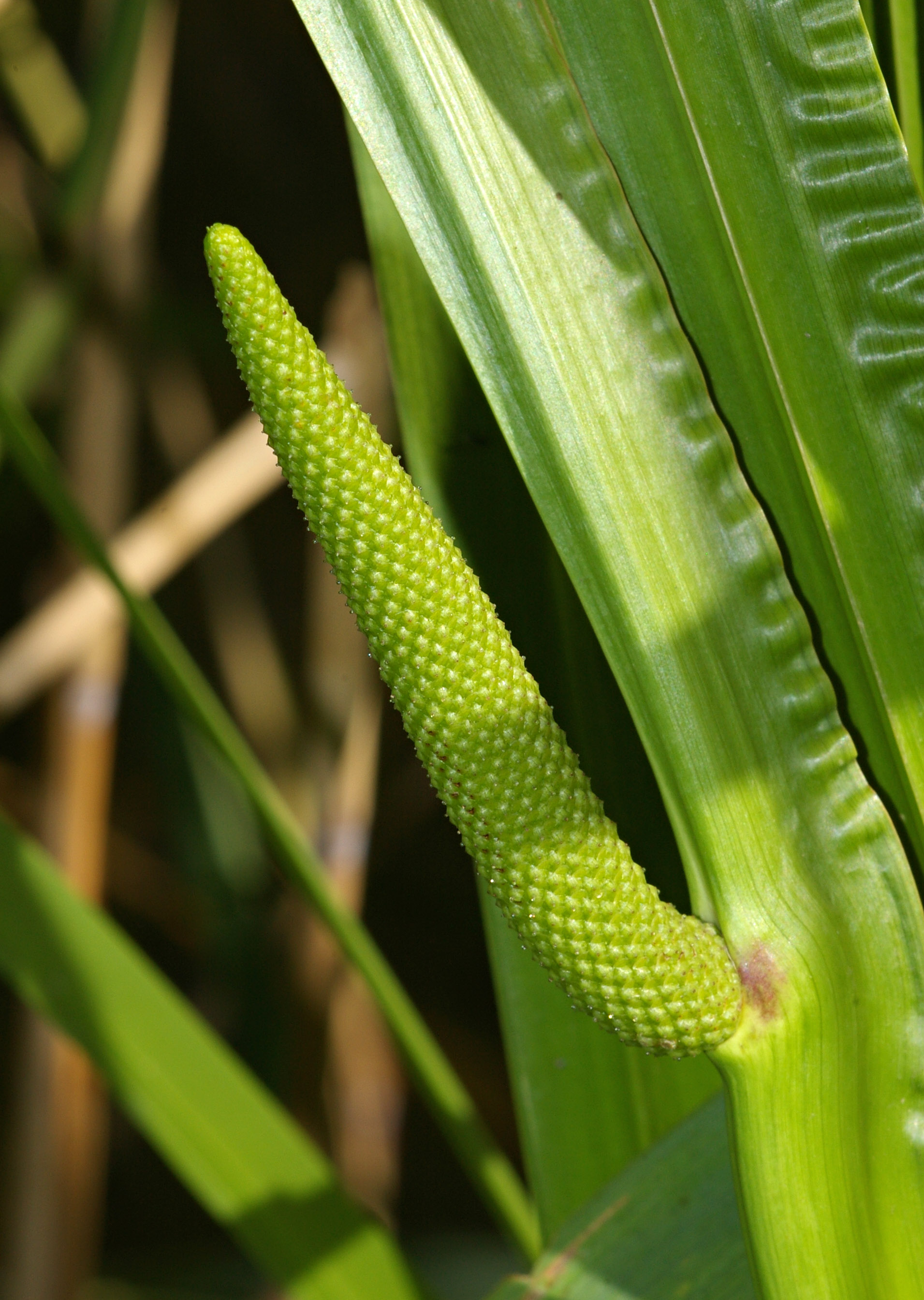
Acorus calamus

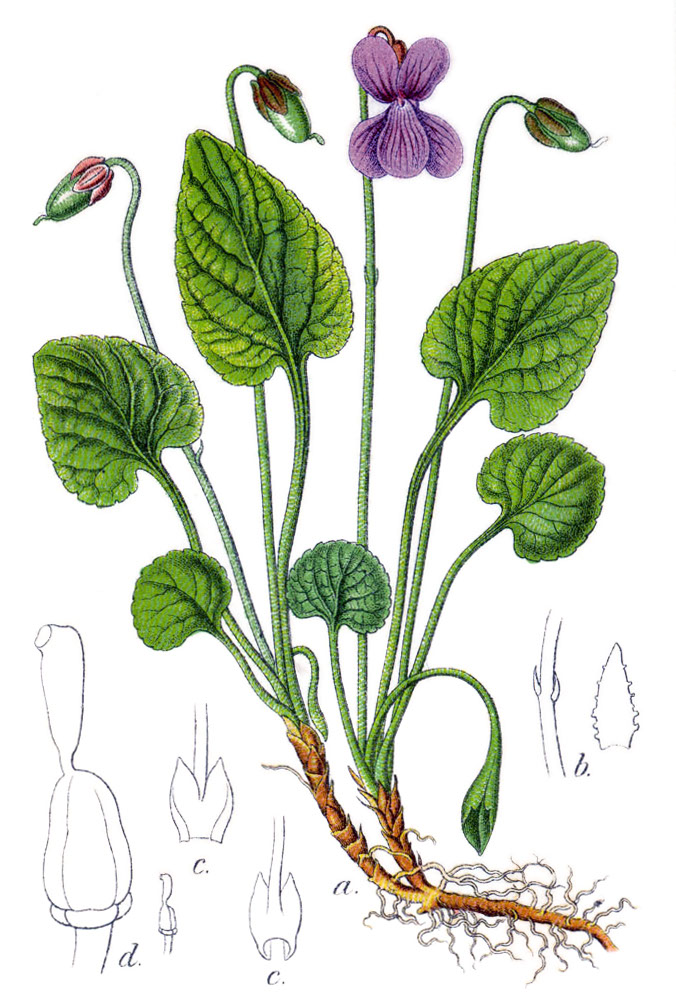
Viola

Oltre ai principali simboli della comunità LGBT, ne sono stati usati di meno popolari per rappresentare l'unità, l'orgoglio, i valori condivisi e la fedeltà reciproca dei membri.
Nell'Inghilterra del XIX secolo il verde indicava l'appartenenza agli omosessuali. Gli uomini vittoriani spesso appuntavano un garofano verde sul risvolto, reso popolare dall'autore apertamente omosessuale Oscar Wilde, che spesso ne indossava uno.
Secondo alcune interpretazioni il poeta americano Walt Whitman usò la pianta per rappresentare l'amore omoerotico.
Le donne bisessuali e le lesbiche davano violette alla donna che corteggiavano, a simboleggiare il loro desiderio "saffico". In uno dei frammenti di poesia di Saffo, descriveva se stessa e una sua amante che indossavano corone di viole. Il dono delle violette era popolare tra gli anni '10 e '50.
All'inizio del XX secolo gli uomini gay nel mondo professionale di New York indossavano spesso cravatte rosse per segnalare la loro identità. Questa pratica è stata in seguito estesa a un sistema chiamato flagging o codice hanky.
Nella Society for Creative Anachronism, i membri LGBT spesso indossano una piuma blu per indicare un'affiliazione con il Clan Blue Feather, un gruppo di membri SCA che promuovono lo studio della cultura LGBT e delle persone nel Medioevo. A causa di questa affiliazione, le penne blu sono state usate anche in alcune fiere rinascimentali e eventi pagani.

Nel Regno Unito, dal 2006, il Pink Jack (short rosa) è stato ampiamente utilizzato per rappresentare un'identità LGBT unicamente britannica.